# 57-й моторизований корпус (Третій Рейх)
LVII-й (57-й) моторизо́ваний ко́рпус (нім. LVII. Armee-Korps (mot.) — моторизований корпус Вермахту за часів Другої світової війни. 21 червня 1942 корпус переформований на 57-й танковий корпус.

## Історія
LVII-й моторизований корпус був сформований 15 лютого 1941 в VII військовому окрузі (нім. Wehrkreis VII) в Аугсбурзі.

## Райони бойових дій
- Німеччина (лютий — червень 1941);
- Східний фронт (центральний напрямок) (червень 1941 — червень 1942).

## Командування

### Командири
- генерал-лейтенант, з 1 квітня 1941 генерал танкових військ Адольф-Фрідріх Кунтцен (нім. Adolf Kuntzen) (15 лютого — 15 листопада 1941);
- генерал-лейтенант Фрідріх Кірхнер (нім. Friedrich Kirchner) (15 листопада 1941 — 12 січня 1942);
- генерал танкових військ Адольф-Фрідріх Кунтцен (12 — 31 січня 1942);
- генерал-лейтенант, з 1 лютого 1942 генерал танкових військ Фрідріх Кірхнер (31 січня — 21 червня 1942).

## Бойовий склад 57-го моторизованого корпусу
Формування управління, забезпечення та підтримки
- 130-те артилерійське командування (Arko 130),
- 447-ме управління корпусного постачання (Korps-Nachschubtruppen 447);
- 447-й корпусний батальйон зв'язку (Korps-Nachrichten-Abteilung 447);
- 447-й взвод фельджандармерії (Feldgendarmerie-Trupp 447);
- 447-й топографічний відділ корпусу (Korps-Kartenstelle 447).

- 19-та танкова дивізія (19. Panzer-Division);
- 20-та танкова дивізія (20. Panzer-Division);
- 110-та піхотна дивізія (110. Infanterie-Division).

- 19-та танкова дивізія;
- 20-та танкова дивізія;
- 14-та моторизована дивізія (14. Infanterie-Division (mot.);
- 18-та моторизована дивізія (18. Infanterie-Division (mot.).

- 19-та танкова дивізія;
- 20-та танкова дивізія;
- 14-та моторизована дивізія;
- 18-та моторизована дивізія;
- 129-та піхотна дивізія (129. Infanterie-Division).

- 19-та танкова дивізія;
- 20-та танкова дивізія.

- моторизована дивізія СС «Дас Райх» (SS-Division "Reich" (mot.);
- 20-та танкова дивізія;
- 3-тя моторизована дивізія (3. Infanterie-Division (mot.).

- 19-та танкова дивізія;
- 20-та танкова дивізія;
- 3-тя моторизована дивізія.

- 19-та танкова дивізія;
- 34-та піхотна дивізія (34. Infanterie-Division);
- 98-ма піхотна дивізія (98. Infanterie-Division).

- 19-та танкова дивізія;
- 52-га піхотна дивізія (52. Infanterie-Division);
- 137-ма піхотна дивізія (137. Infanterie-Division).

- 52-га піхотна дивізія;
- 137-ма піхотна дивізія.